# 尼爾斯拉爾森山
72°14′S 23°6′E / 72.233°S 23.100°E
尼爾斯拉爾森山是南極洲的山峰，位於東部南極洲的毛德皇后地，屬於南龍達訥山脈的一部分，處於維德勒山西南6公里，海拔高度2,190米。